# Atelopus carauta
Atelopus carauta är en groddjursart som beskrevs av Pedro M. Ruiz-Carranza och Jorge I. Hernández-Camacho 1978. Atelopus carauta ingår i släktet Atelopus och familjen paddor. IUCN kategoriserar arten globalt som akut hotad. Inga underarter finns listade.